# Petr Čech (varhaník)
Petr Čech (* 18. března 1979 v Opavě) je český varhaník. Mezi léty 2018 - 2024 působil jako ředitel Pražské konzervatoře. V této funkci nahradil Pavla Trojana.

## Život
Je absolventem Pražské konzervatoře v oborech klavír (prof. Marta Toaderová) a varhany (prof. Jan Hora) a následně Hudební fakulty Akademie múzických umění v Praze (prof. Jan Hora) a Staatliche Hochschule für Musik und Darstellende Kunst ve Stuttgartu u prof. Jona Laukvika.
Doktorandské studium absolvoval na VŠMU v Bratislavě.
Jako varhaník působí v chrámu Matky Boží před Týnem a vystupuje také v duu se svou sestrou, houslistkou Alenou Čechovou.
Vyučuje na Pražské konzervatoři, kde od srpna 2018 nastoupil do funkce ředitele.

## Ocenění
- 1993 – laureát soutěže Concertino Praga (se svou sestrou houslistkou)
- 1996 – 1. cena ve varhanní soutěži v Opavě
- 2002 – 2. cena z Mezinárodní interpretační soutěže Brno
- 2004 – laureát varhanní soutěže J. P. Sweelincka v Gdaňsku
- 2006 – 1. cena na mezinárodní soutěži Pražského jara
- Soutěž o evropskou hudební cenu v Lucemburku
- Cena Nadace Český hudební fond, Cena Nadace Leoše Janáčka a Cena Nadace Bohuslava Martinů.